# Горст Варшнауер
Горст Варшнауер (нім. Horst Warschnauer; 28 грудня 1919, Бреслау — 26 грудня 1948, Мюнстер) — німецький офіцер, майор вермахту. Кавалер Лицарського хреста Залізного хреста з дубовим листям.

## Біографія
1 жовтня 1937 року вступив в 42-й саперний батальйон, в 1939 році — командир взводу. Учасник Польської кампанії. З 1 квітня 1940 року — командир взводу 43-го штурмового саперного батальйону. Учасник Французької кампанії та Німецько-радянської війни. 15 травня 1942 року батальйон Варшнауера був перетворений на саперний батальйон піхотної дивізії «Велика Німеччина», з 8 серпня 1942 року — командир 2-ї роти. Відзначився у боях під Ржевом. З 1 червня 1944 року — командир 37-го танкового саперного батальйону, з 27 жовтня 1944 року — танкового саперного батальйону «Велика Німеччина». В травні 1945 року взятий в полон британськими військами. 1 серпня 1947 року звільнений.

## Звання
- Кандидат в офіцери (1939)
- Лейтенант резерву (1 квітня 1940)
- Оберлейтенант резерву (1 квітня 1942)
- Гауптман резерву (1 травня 1943)
- Майор (1944)

## Нагороди
- Залізний хрест
  - 2-го класу (3 жовтня 1939)
  - 1-го класу (5 липня 1941)
- Нагрудний знак «За участь у загальних штурмових атаках» 1-го ступеня
- Медаль «За зимову кампанію на Сході 1941/42»
- Нагрудний знак «За поранення» в сріблі
- Нарукавний знак «За знищений танк»
- Відзначений у Вермахтберіхт (17 серпня 1944)
- Лицарський хрест Залізного хреста з дубовим листям
  - лицарський хрест (12 грудня 1942)
  - дубове листя (№ 753; 24 лютого 1945)